# Mesamphisopus paludosus
Mesamphisopus paludosus är en kräftdjursart som beskrevs av Gouws 2008. Mesamphisopus paludosus ingår i släktet Mesamphisopus och familjen Mesamphisopidae. Inga underarter finns listade i Catalogue of Life.